# 京成モニ5形電車
京成モニ5形電車（けいせいモニ5がたでんしゃ）は、かつて京成電鉄で使用されていた電動貨車である。5 - 7の3両が在籍していた。

## 概要
1926年（大正15年）に雨宮製作所で3両が製造された、木造無蓋電動貨車。京成の木造車体の車両の中では最後まで残った車両であり、1974年（昭和49年）まで現役で使用されていた。

## 車体
両運転台構造で、運転室以外は全て荷台となっており作業員用の控室は設置されていない。このため運転台上部にはパンタグラフを設置するスペースがなく、パンタグラフは運転室上部から突き出たところにある専用の台に取り付けられていた。荷台の両端には作業用のライトが設置されていた。

## 数奇なモニ7の車歴
モニ5形の中でも7はかなり数奇な運命を辿った。まず、1938年（昭和13年）に39形43の車体に載せ替えて有蓋電動貨車（実質的に荷物車）となり、そのまま戦後を迎えた。しかし戦後1947年（昭和22年）に発生した高砂車庫の火災により炎上し、それが原因で車体が焼失してしまった。その後1948年（昭和23年）に木造車体を新造し、廃車発生品の機器を一部流用した上で銚子電気鉄道に譲渡された。
銚子ではデハ200形201となり、1979年（昭和54年）にデハ700形に代替されるまで使用された。実質的に移動したのは台枠だけであるが、子会社以外の鉄道会社への譲渡が殆どない京成にとっては極めて珍しい事例となった。

## 5・6の用途・廃車
配給輸送や非常時の救援・車両牽引などを行っていた。戦時中はサツマイモなどの配給食料の輸送にあたっていたこともある。末期は主に2両編成を組んで走行していたようである。上述の7以外は老朽化のため、1972年（昭和47年）に6、1974年に5がそれぞれ廃車されて形式消滅した。